# The Hunger Project
The Hunger Project (abbreviazione: THP) è un'organizzazione internazionale senza scopo di lucro che si dedica alla lotta contro la fame nel mondo.

## Storia
L'associazione ha sede a New York ed è stata fondata nel 1977 in seguito alla prima Conferenza Mondiale sull'Alimentazione svoltasi a Roma nel 1974.

## Missione
The Hunger Project è un'organizzazione globale no-profit e strategica impegnata a porre fine alla fame nel mondo.
The Hunger Project mira a porre fine alla fame e alla povertà, consentendo alle persone di vivere una vita autosufficiente, soddisfare i propri bisogni primari e costruire un futuro migliore per i propri figli. Il progetto realizza la sua missione attraverso tre linee d'azione: mobilitare i gruppi rurali a livello locale, emancipare le donne come agenti chiave del cambiamento e costruire partnership efficaci con le amministrazioni locali.
L'area di attività di The Hunger Project si estende in Africa, Asia e Sud America. L'organizzazione ha sedi negli Stati Uniti, in Canada, Australia, Nuova Zelanda, Giappone , Paesi Bassi , Belgio, Germania, Inghilterra, Svizzera e Svezia. In queste sedi, professionisti e volontari si occupano della raccolta fondi per le attività di The Hunger Project.